# Medaile Za vítězství nad Japonskem (Mongolsko)
Medaile Za vítězství nad Japonskem (mongolsky Япон дээгүүр ялалт нь медаль) byla medaile Mongolské lidové republiky založená roku 1945.

## Historie a pravidla udílení
Medaile byla založena dne 20. listopadu 1945 na památku vítězství nad Japonskem v druhé světové válce. Udílena byla vojákům, kteří se přímo účastnili bojových akcí proti Japoncům či svou prací podporovali tyto vojenské akce. Dále byla udílena pracovníkům, technickému personálu a zaměstnancům státních podniků, kteří svou nezištnou prací posilovali bojové síly armády.

## Popis medaile
Medaile se skládá z paprsků tvořících kosočtverec. Na něm jsou položeny dva zkřížené meče, které z větší části překrývá kulatý štít. Na štítu je symbol Sojombo pokrytý bílým smaltem a červeně smaltovaná pěticípá hvězda. Horní část symbolu rozděluje na dvě části nápis БИД ЯЛАВ • МЫ ПОБЕДИЛИ. Pod štítem je datum 1945. Zadní strana je hladká a ve spodní části je vyraženo sériové číslo vyznamenání. Medaile je vyrobena z bronzu a její rozměry jsou 40 × 40 mm. Hmotnost medaile je 23,10 g.
Medaile je pomocí jednoduchého očka připojena ke kovové destičce ve tvaru pětiúhelníku. Destička je pokryta smaltem tvořícím tři pruhy široké 8 mm v barvě červené, modré a červené. V roce 1961 byly tyto smaltované proužky nahrazeny stužkou. Stužka sestávala ze středového žlutého pruhu širokého 16 mm, který po obou stranách lemovaly zelené proužky široké 4 mm.
Medaile se nosí nalevo na hrudi.